# 岩倉具慶
岩倉 具慶（いわくら ともやす）は、江戸時代後期の公卿、明治期の政府高官。官位は正三位・参議。明治維新の功臣岩倉具視の養父。

## 経歴
大原重成の子として誕生。権大納言・岩倉具集の子である具満、養子の具賢がともに早世したため、具集の養子となり岩倉家を継いだ。文政3年（1820年）に元服と共に叙爵。以降累進して嘉永3年（1850年）従三位左近衛中将となり公卿に列する。
安政元年（1854年）には正三位に進んだが、安政5年（1858年）の安政の大獄の廷臣八十八卿列参事件で養子の具視や養孫の具綱と共に連座した。明治元年（1868年）に参議に任じられ、新政府でも右兵衛督行政官補相職や大総督府副総裁兼議定職などを歴任した。
子は娘のみであったため、天保9年（1838年）に堀河康親の子・具視を婿養子（次女の誠子と婚姻）として迎えた。

## 系譜
- 父：大原重成
- 母：不詳
- 養父：岩倉具集（1778-1853）
- 正室：中堀初島の娘
- 生母不明の子女
  - 女子：文子 - 伊東祐帰継室
  - 女子：誠子 - 岩倉具視正室
- 養子
  - 男子：岩倉具視（1825-1883） - 堀河康親の次男